# Zeit zu leben (2007)
Zeit zu leben ist ein deutscher Spielfilm von Matti Geschonneck aus dem Jahr 2007, der das Thema Sterbehilfe thematisiert. Die Hauptrollen sind mit Maja Maranow und Friedrich von Thun besetzt. In tragenden Rollen agieren Nicole Heesters, Katharina Böhm, Thomas Dannemann, Dietz-Werner Steck und Bernhard Schütz.

## Handlung
Ein Jahr ist es her, dass Lena und Rolf Waldheim ihre Tochter Annabelle Kohut, die als Meeresbiologin viel in der Welt unterwegs ist, nicht mehr gesehen haben. Während der Familienzusammenkunft, auch Sohn Achim Waldheim, von Beruf Zahnarzt, und dessen Frau Rieke sind anwesend, eröffnet Rolf Waldheim seinen Kindern, dass er Prostatakrebs habe und die weitere Diagnose nicht gut sei, was wohl letztendlich den Beginn eines Siechtums markiere. Auch Lena, die ja schon lange Probleme mit ihrem Bein habe, habe eine niederschmetternde Diagnose erhalten. Über kurz oder lang müsse ihr das Bein amputiert werden, das Rauchen fordere insoweit seinen gnadenlosen Tribut. An ihre Kinder gewandt ergänzt Lena, dass weder sie noch ihr Mann sich ihr Alter so vorgestellt hätten, einer im Rollstuhl und der andere zwischen Chemo und falscher Hoffnung. Sie hätten einen Entschluss gefasst, solange sie das noch selbst könnten und beschlossen, den Weg zu gehen, den sie für sich als richtig erkannt hätten. Annabelle ist außer sich, die Eltern bitten jedoch, ihren Weg zu respektieren und Verständnis für ihren Entschluss aufzubringen. Sie seien seit Jahren in einem Verein für humanes Sterben und nun sei halt dieser Augenblick gekommen. Als Annabelle allein mit ihrer Mutter spricht, erläutert diese ihr, dass sie sich nicht vorstellen könne, ohne ihren Mann zu leben und auch er sehe das so. Sie lässt aber auch den bedeutungsschweren Satz fallen: „Mir ist mein Leben schon so lange so etwas von egal.“
Und so setzen sich am Tag des selbst gewählten Todes zwei Autos in Richtung Holland in Bewegung, wo die Waldheims und deren Kinder sowie Schwiegertochter Rieke schon von Dr. Laufen, der den Sterbeprozess begleiten wird, in Empfang genommen werden. Die endgültige Verabschiedung lässt niemand kalt, Tränen fließen. Sobald der Tod ihrer Eltern eingetreten ist, will Dr. Laufen anrufen. Als der Anruf erfolgt, sieht die bittere Wahrheit so aus, dass es bei Rolf Waldheim Komplikationen gegeben hat, sein Zustand jedoch inzwischen wieder stabil ist. Lena Waldheim ist tot. Rolf Waldheim hingegen hat sich entschlossen weiterzuleben.
An der Beerdigung Lena Waldheims nimmt auch ihr Ehemann teil. Als Annabelle später von ihrem Vater wissen will, was denn überhaupt passiert sei, reagiert er nicht auf die Frage, sondern beginnt damit, sämtliche Sachen seiner Frau aus dem Schrank zu räumen und erklärt, als Annabelle das nicht verstehen kann, ihre Mutter habe das so gewollt.
Es steht inzwischen fest, dass Rolf Waldheim im Gegensatz zu seiner Frau das Glas mit dem Gift nur zur Hälfte geleert und sich übergeben hat, während Lena neben ihm auf dem Bett starb. Auf die Frage von Louis Rehagen, der den Fall untersucht, warum er das Mittel nicht erneut getrunken habe, antwortet Rolf fast hilflos, er wisse es nicht. Es gelingt dem Kommissar, Zweifel in Annabelle zu schüren, da sie ohnehin davon überzeugt ist, dass ihre Mutter diesen Schritt niemals ohne ihren Vater getan hätte. Kann es sein, dass ihr Vater, ehemaliger Inhaber einer Apotheke, der sich mit Medikamenten auskannte, das alles geplant hat. Dann stellt sich auch noch heraus, dass das Gutachten, das Lena Waldheim eine Amputation ihres Beines prognostizierte, falsch war. Auch ein Gespräch mit der behandelnden Ärztin ihrer Mutter, nährt weitere Zweifel in Annabelle. Ihre Mutter habe nur die üblichen Alterprobleme gehabt, erzählt sie, allerdings habe sie an einer starken Altersdepression gelitten. Von Dr. Laufen erfährt Annabelle, dass ihre Mutter schon eine geraume Zeit, sehr viel mehr schlechte als gute Tage gehabt habe. Sie habe sterben wollen. 
Seltsam ist auch, dass Rolf Waldheim sich kurz vor seinem beabsichtigten Tod noch ein Haus kaufen wollte. Rolf Waldheim gesteht seiner Tochter, dass er ihre Mutter eigentlich habe verlassen wollen. Aber ein neues Leben beginnen, sei gar nicht so einfach. Von Rieke hingegen erfährt Annabelle, dass ihr Bruder das Geld aus dem nach dem Tod der Eltern beabsichtigten Hausverkauf dringend brauche, seine Praxis stehe vor dem Ruin. Lena habe das so gewollt, sie hätte es nicht ertragen, dass ihr Sohn seine Praxis verliert. Bei dieser Gelegenheit erfährt Annabelle auch, dass ihr Vater ein Verhältnis mit seiner eigenen Schwiegertochter hatte. Achim hingegen, der auf den Hausverkauf drängt, wirft Annabelle an den Kopf, sie sei doch an allem schuld.
Annabelles Versuch, ihren Vater dazu zu bringen, an dem Ort, an dem ihre Mutter gestorben ist, mit ihr zu sprechen, schlägt fehl. Stattdessen bricht Rolf Waldheim zusammen, im Krankenhaus ist jedoch kein Bett frei. Der Arzt bittet Annabelle jedoch, ihren Vater dazu zu überreden, einer Chemotherapie zuzustimmen. Darin liege seine Chance. Zu denken gibt Annabelle auch, als sie erfährt, dass das ganz in der Nähe ihres Elternhauses liegende herrschaftliche Anwesen Dr. Laufen gehört. Von ihm erfährt sie allerdings, dass es einmal eine Kommilitonin gegeben habe in die sowohl er als auch ihr Vater sehr verliebt gewesen seien. Karen habe sich für ihren Vater entschieden, der schon immer ein Feigling gewesen sei. Als Annabelle ihren Vater darauf anspricht, erzählt er ihr, dass er jene Karen sehr geliebt habe, aber einfach nicht habe glauben können, dass sie seine Gefühle erwidere. Er habe sich dann mit ihrer Mutter eingelassen, die prompt schwanger geworden sei. Erst habe er gewollt, dass sie abtreibe, schließlich hätten sie aber doch geheiratet. Karen habe sich umgebracht, sie habe ihn wohl doch sehr geliebt. Nun habe er ohne ihre Mutter weiterleben wollen.
Kurz nachdem die Ermittlungsakte geschlossen wurde, erschießt Rolf Waldheim sich. Als Annabelle im Begriff ist, in ihr altes Leben zurückzukehren, ist ihr Bruder damit beschäftigt, einem möglichen Käufer die Vorzüge des Elternhauses anzupreisen. Im Handschuhfach des Wagens ihres Vaters hat die Polizei ein Mittel gefunden, das zum Erbrechen führt.

## Produktion, Veröffentlichung
Es handelt sich um eine Produktion von Network Movie Film- und Fernsehproduktion GmbH & Co. KG im Auftrag und für das ZDF. Die Redaktion hatte Daniel Blum inne. Die Dreharbeiten erstreckten sich über den Zeitraum 26. September bis 29. Oktober 2006 und fanden in Köln, in Bonn, auf Mallorca und in den Niederlanden statt. Der Arbeitstitel des Films lautete Es gibt kein Morgen mehr.
Zeit zu leben wurde erstmals am 27. September 2007 auf dem Film Festival Cologne sowie später auf dem Filmfest Hamburg aufgeführt. Am 28. April 2008 wurde der Film erstmals im Fernsehen ausgestrahlt.

## Rezeption

### Einschaltquote
Bei seiner Erstausstrahlung im Fernsehen am 28. April 2008 konnte der Film 4,42 Millionen Zuschauer verbuchen. Der Marktanteil lag bei 14,1 Prozent.

### Kritik
Der Kritiker der Fernsehzeitschrift TV Spielfilm zeigten mit dem Daumen nach oben und lobten: „Komplexes TV-Familiendrama um Suizid und Selbsttäuschungen mit Maja Maranow. Die Geheimnisse der Figuren werden im Stil eines leisen, atmosphärisch dichten Thrillers enthüllt. Das zieht unweigerlich in den Bann.“ Fazit: „Spannende Autopsie einer Lebenslüge“.
Rainer Tittelbach gab dem Film auf seiner Seite tittelbach.tv vier von sechs möglichen Sternen und fasste zusammen: „‚Zeit zu leben‘ ist ein Film, der viele Fragen aufwirft. Das Thema ‚Sterbehilfe‘ gerät hier eher beiläufig in den Fokus. Die Familie, dieses Prinzip, das Menschen und Schicksale aneinander bindet, das Geheimnisse birgt und alle erdenklichen Gefühlslagen vereint, ist das Herzstück dieses Dramas, das entsprechend der jeweiligen Emotionen in mehrere Genre-Richtungen offen ist: ein bisschen Thriller, ein bisschen Krimi, ein bisschen Melodram.“ Tittelbach lobte: „Die Autorin Hannah Hollinger und Meisterregisseur Matti Geschonneck gewähren Einblicke in eine Familie. Sie zeigen die bröckelnde Fassade, doch sie treten nicht nach. […]  Kein Satz, kein Bild zuviel, Auslassungen zur rechten Zeit, Blicke, Gesten. Distanziert, kühl, schonungslos könnte man diesen Stil nennen – wären da nicht die Figuren, die Menschen, die Schauspieler, die die perfekten Bilder mit Leben füllen, die das Unperfekte perfekt zum Ausdruck bringen. So wie Annabelle als Wahrheitssucherin gnadenlos ist, so ist Maja Maranow gnadenlos gut als Projektionsfläche für die Geheimnisse einer Familie. Selbst Friedrich von Thun überrascht, indem er einmal gänzlich ohne den Habitus des väterlichen Charmeurs auskommt. Matti Geschonneck arbeitet seit Jahren an seiner dramatischen Verknappungskunst. Mit ‚Zeit zu leben‘ scheint er ästhetisch den Zenit erreicht zu haben.“
Die Prisma-Redaktion gab dem Film drei von fünf möglichen Sternen und meinte, Matti Geschonneck habe „ein eindringliches Drama mit dem glänzend aufgelegten Hauptdarsteller-Paar Friedrich von Thun und Nicole Heesters“ gedreht, in dem er „brisante Themen wie Sterbehilfe und Selbstmord“ verarbeitet habe. Prisma verwies darauf, dass das Gespann Hannah Hollinger (Drehbuch) und Geschonneck auch vor Tabuthemen nicht zurückschrecke, wie beide in bereits zwölf gemeinsamen Filmprojekten gezeigt hätten.
Simone Schellhammer bewertete den Film im Tagesspiegel und führte unter anderem aus, Friedrich von Thun als krebskranker Vater sei hier „großartig gegen den Strich besetzt“ und Nicole Heesters spiele die Mutter „mit kraftvoller Alterswürde“. Katharina Böhm hingegen zeige hier „wenig Profil“. In dem „erstaunlich unsentimentalen Film“ gebe es nur eine einzige Tränenszene und die sei „überwältigend“. Zu Maja Maranow führte Schellhammer aus, sie sei „eine Meisterin der Blicke und der kleinen Gesten, setz[e] nie auf großen Seelenstriptease“.
Die Redaktion des Filmdienstes hingegen konnte dem Film wenig abgewinnen und fasse zusammen: „Thematisch überfrachteter Film, der die vielen Fäden zu keinem überzeugenden Ende bringt und das Thema Sterbehilfe oberflächlich zum Aufhänger für einen düsteren Familien-Plot macht.“